# Norte da Itália

Norte da Itália ( em italiano:  Italia settentrionale, em italiano:  Nord Italia, em italiano:  Alta Italia ou apenas em italiano:  Nord ) é uma região geográfica e cultural na parte norte da Itália. É composto por oito regiões administrativas: Vale de Aosta, Piemonte, Ligúria, Lombardia, Emilia-Romagna, Veneto, Friuli-Venezia Giulia e Trentino-Alto Adige. Em 2014, sua população era de 27 801 460 habitantes. As línguas reto-românicas e galo-itálicas são faladas na região, ao contrário das línguas ítalo-dálmatas faladas no resto da Itália. A língua veneziana às vezes é considerada parte das línguas ítalo-dálmatas, mas algumas publicações importantes, como Ethnologue (ao qual a UNESCO se refere em sua página sobre línguas ameaçadas de extinção) e Glottolog a definem como galo-itálica.
Para fins estatísticos, o Istituto Nazionale di Statistica (ISTAT) usa os termos Noroeste da Itália e Nordeste da Itália para duas das cinco regiões estatísticas da Itália em seus relatórios. Essas mesmas subdivisões são usadas para demarcar as regiões de primeiro nível da Nomenclatura de Unidades Territoriais para Estatísticas (NUTS) ("regiões NUTS 1") dentro da União Européia e os círculos eleitorais italianos para o Parlamento Europeu.

## Nome
O norte da Itália foi chamado por diferentes termos em diferentes períodos da história. Durante os tempos antigos, os termos Gallia Cisalpina, Gallia Citerior ou Gallia Togata foram usados para definir a parte da Itália habitada pelos celtas ( gauleses ) entre os séculos IV e III a.C. Conquistada pela República Romana na década de 220 a.C., foi uma província romana de c. 81 a.C. até 42 a.C., quando foi incorporada à Itália romana. Até então, era considerada parte da Gália, precisamente aquela parte da Gália "aquém dos Alpes " (do ponto de vista dos romanos), em oposição à Gália Transalpina ("do outro lado dos Alpes").
Após a queda do Império Romano e o estabelecimento dos lombardos, o nome Langobardia Maior foi usado, no início da Idade Média, para definir os domínios do Reino Lombardo no norte da Itália. Os territórios lombardos além eram chamados de Langobardia Minor, consistindo nos ducados de Spoleto e Benevento.
Durante o final da Idade Média, após a queda da parte norte do reino lombardo para Carlos Magno, o termo Longobardia foi usado para significar o norte da Itália dentro do reino medieval da Itália . À medida que a área foi dividida em estados regionais, o termo Lombardia posteriormente mudou para indicar apenas a área dos Ducados de Milão, Mântua, Parma e Modena e, posteriormente, apenas a área ao redor de Milão.
Durante o período moderno tardio, o termo Alta Italia ('Alta Itália') foi amplamente utilizado pelo Comitato di Liberazione Nazionale Alta Italia durante a Segunda Guerra Mundial . Na década de 1960, o termo Padania começou a ser usado às vezes como sinônimo geográfico do Vale do Pó . O termo apareceu com moderação até o início dos anos 1990, quando Lega Nord, um partido político federalista e às vezes separatista na Itália, propôs Padania como um possível nome para um estado independente no norte da Itália. Desde então, o termo carrega fortes conotações políticas.

## Economia
O norte da Itália é a área mais desenvolvida e produtiva do país, com um dos maiores PIBs per capita da Europa. Foi a primeira parte da Itália a se industrializar na última metade do século XIX; o chamado triângulo industrial era formado pelos centros manufatureiros de Milão e Turim, além do porto marítimo de Gênova. Desde então, o núcleo industrial da área mudou para o leste; o atual triângulo industrial consiste na Lombardia, Vêneto e Emilia-Romagna. Uma mudança semelhante aconteceu para o PIB per capita, e as regiões orientais (incluindo a Lombardia) tornaram-se mais ricas do que o Piemonte e a Ligúria. Com um PIB nominal de 2021 estimado em € 1,006 trilhão, o norte da Itália responde por 56% da economia italiana, apesar de ter apenas 46% da população.

## As maiores cidades

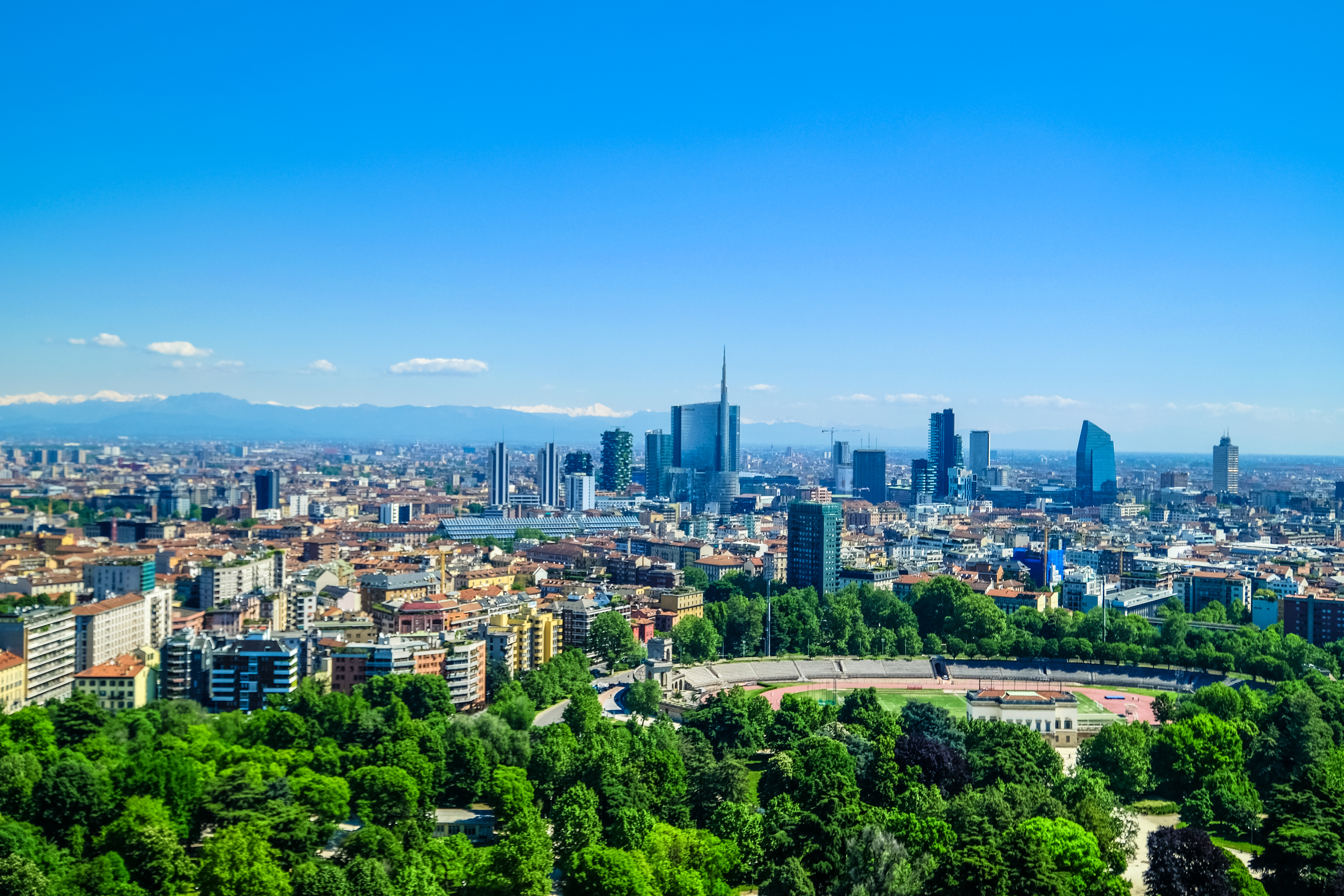
Milão

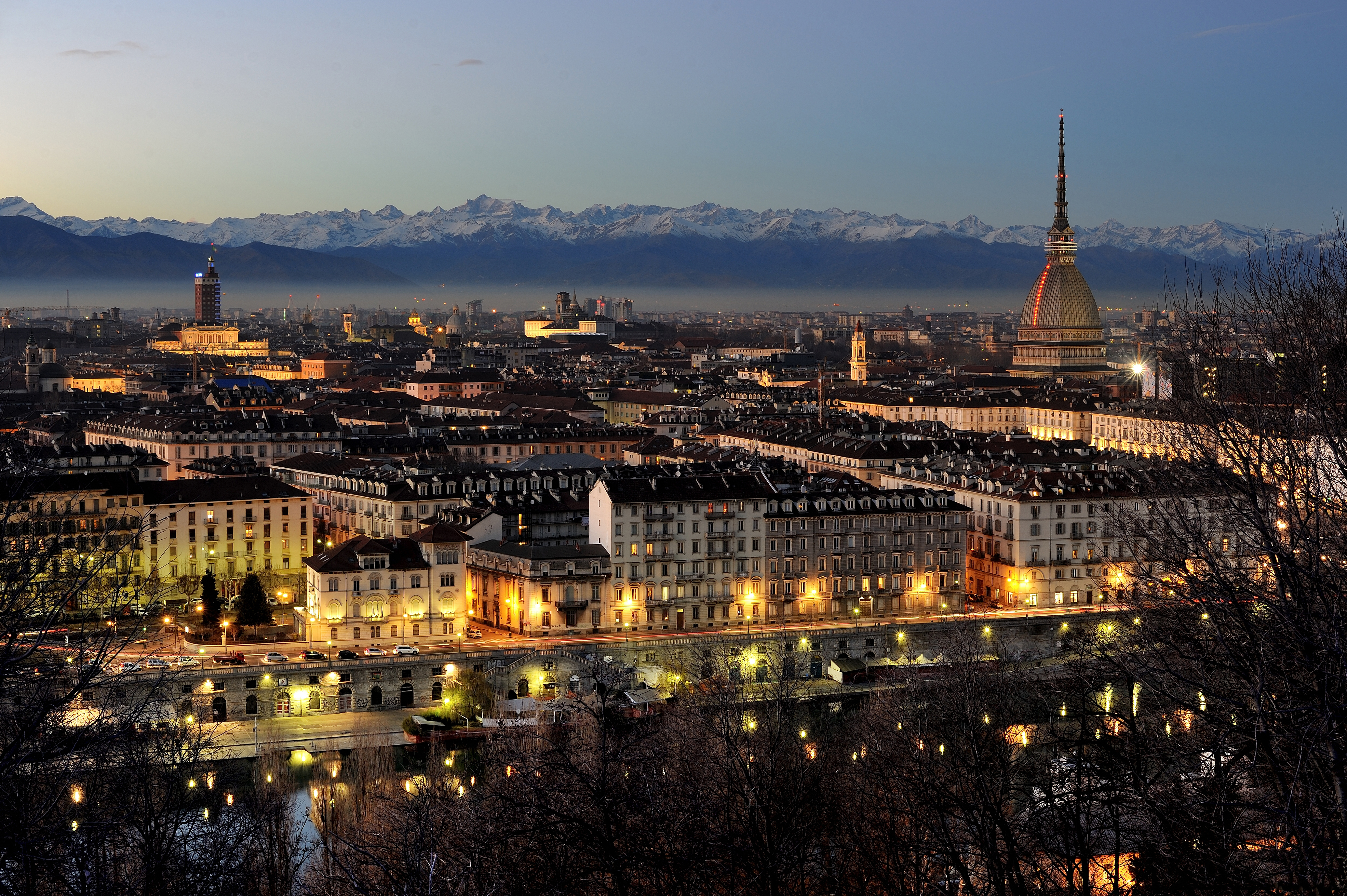
Turim

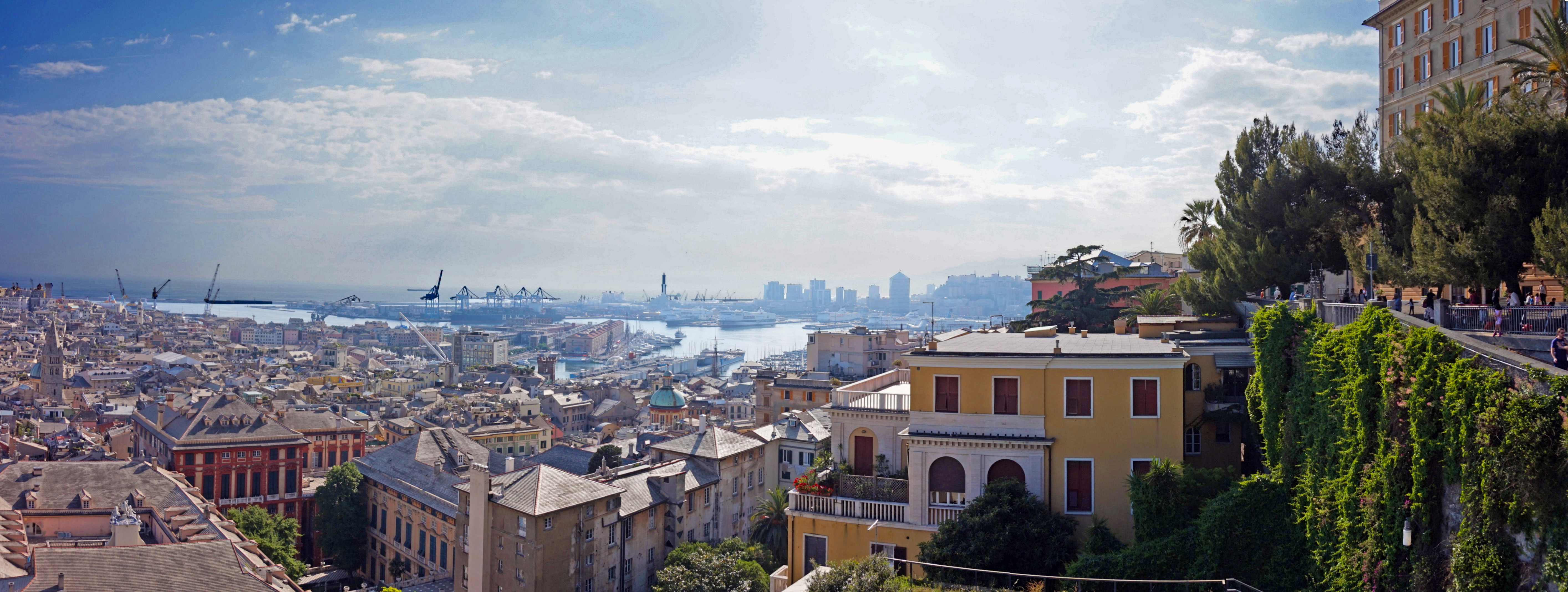
Génova

As cidades mais populosas (com mais de 100 000 habitantes) em 31 de julho de 2021, as estimativas foram:
| Classificação | Cidade        | População | Região                       |
| ------------- | ------------- | --------- | ---------------------------- |
| 1             | Milão         | 1 395 484 | Lombardy                     |
| 2             | Turim         | 843 235   | Piedmont                     |
| 3             | Génova        | 554 277   | Liguria                      |
| 4             | Bolonha       | 394 374   |                              |
| 5             | verona        | 257 490   | Veneto                       |
| 6             | Veneza        | 254 505   | Veneto                       |
| 7             | Pádua         | 207 485   | Veneto                       |
| 8             | Trieste       | 199 744   |                              |
| 9             | Bréscia       | 196 941   | Lombardy                     |
| 10            | parma         | 196 007   |                              |
| 11            | Modena        | 187 595   |                              |
| 12            | Reggio Emilia | 169 010   |                              |
| 13            | Ravena        | 157 074   |                              |
| 14            | Rimini        | 148 320   |                              |
| 15            | Ferrara       | 131 834   |                              |
| 16            | Monza         | 123 409   | Lombardy                     |
| 17            | Trento        | 120 336   | Trentino-Alto Adige/Südtirol |
| 18            | Bérgamo       | 119 663   | Lombardia                    |
| 19            | Forli         | 117 102   |                              |
| 20            | vicenza       | 109 239   | Veneto                       |
| 21            | Bolzano       | 108 010   | Trentino-Alto Adige/Südtirol |
| 22            | Piacenza      | 103 294   |                              |
| 23            | Novara        | 101 792   | Piedmont                     |

## Regiões alpinas
Vale de Aosta, Piemonte, Veneto, Trentino Alto-Adige, Ligúria, Friuli-Venezia-Giulia e Lombardia são conhecidas como as regiões alpinas da Itália, consistindo em todo o norte da Itália, exceto Emilia-Romagna.